# 布雷拉天文台
布雷拉天文台（Osservatorio Astronomico di Brera）是位於義大利米蘭布雷拉區的一座天文台，由耶穌會天文學家魯傑爾·約瑟普·博斯科維奇於1764年在歷史悠久的布雷拉宮建造。

## 歷史
1773年7月21日，克萊門特十四世鎮壓耶穌會後，宮殿和天文台落入了當時義大利北部的統治者奧地利哈布斯堡王朝手中。
自1786年12月1日起，奧地利帝國採用「跨阿爾卑斯山時間」。這些天文學家受倫巴第全權總督朱塞佩·迪·維爾切克伯爵的委託，在米蘭大教堂內建造一條子午線，喬瓦尼·安傑洛·塞薩里斯 (Giovanni Angelo Cesaris) 和弗朗切斯科·雷焦 (Francesco Reggio) 建造，魯傑爾·約瑟普·博斯科維奇擔任顧問。
1862年，新上任的義大利政府改善了天文台的設施，委託德國建築師格奧爾格·梅爾茨（Georg Merz）製造一台218毫米梅爾茨赤道折射望遠鏡。1946年，布雷拉天文台成為義大利共和國科學機構的一部分，自2001年起成為國家天體物理研究所 (INAF) 的一部分。